# نیک بارتون
نیک بارتون (انگلیسی: Nick Barton؛ زادهٔ ۳۰ اوت ۱۹۵۵) یک دانشمند در زمینه زیست شناسی تکاملی اهل بریتانیا است.